# Henriettea maroniensis
Henriettea maroniensis är en tvåhjärtbladig växtart som beskrevs av Paul Antoine Sagot. Henriettea maroniensis ingår i släktet Henriettea och familjen Melastomataceae. Inga underarter finns listade i Catalogue of Life.